# فيليب شيريدان

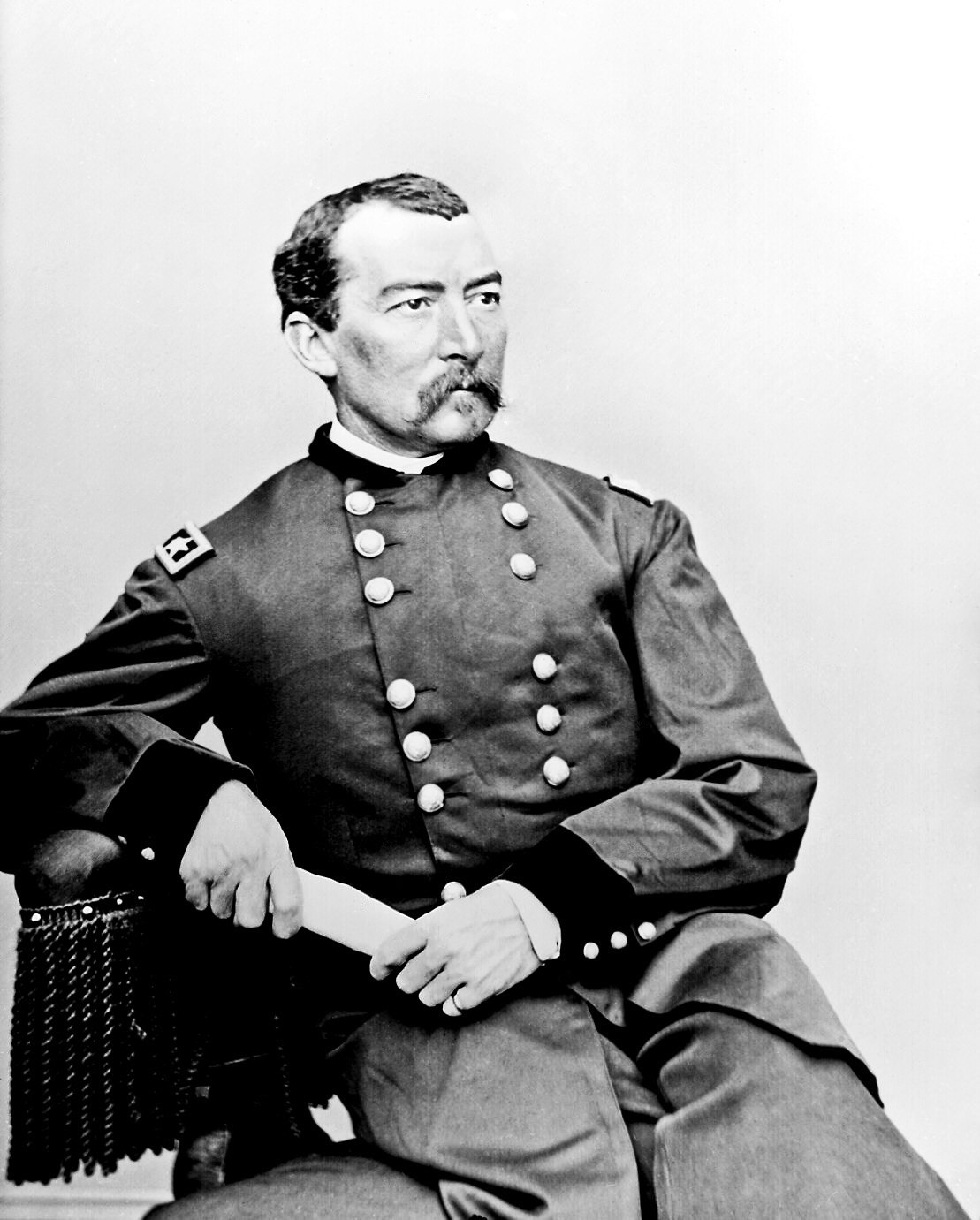
فيليب شيريدان

فيليب هنري شيريدان (بالإنجليزية: Philip Sheridan) (6 مارس 1831 ـ 5 أغسطس 1888) هو قائد عسكري أمريكي وأحد قادة الجيش الاتحادي في الحرب الأهلية الأمريكية. ترقى بسرعة إلى رتبة ميجور جنرال وكان على علاقة وثيقة بالجنرال يوليسيس غرانت الذي نقله من قيادة فرقة مشاة في الجبهة الغربية إلى قيادة فيلق الفرسان التابع لجيش بوتوماك في الشرق.
في سنة 1864 هزم شيريدان القوات الكونفيدرالية في وادي شيناندواه وكان ما فعله من تدمير البنية التحتية للوادي هو أول استخدام لاستراتيجية الأرض المحروقة في هذه الحرب. وفي سنة 1865 تعقبت قوات الفرسان تحت قيادته قوات الجنرال روبرت إدوارد لي وكان لها دور محوري في استسلامه في أبوماتوكس.
شارك شيريدان أيضًا في قيادة الجيش الأمريكي في أواخر سنوات الحروب الهندية في السهول العظمى، وفي سنة 1883 عُين كبيرًا لجنرالات الجيش الأمريكي، ثم رقي سنة 1888 إلى رتبة القائد العام للجيش أثناء ولاية الرئيس غروفر كليفلاند.
عانى شيريدان في أخريات حياته من عدة نوبات قلبية أفضت إلى وفاته في دارتموث بولاية ماساتشوستس 5 أغسطس 1888 من جراء قصور في القلب ونقل جثمانه إلى واشنطن حيث دفن في مقبرة أرلينغتون الوطنية. ولم تتزوج أرملته إيرين من بعده قط، بل نُقل عنها قولها: «إنني أفضّل أن أكون أرملة فيل شيريدان عن أن أكون زوجة لأي رجل على قيد الحياة».
سار فيليب شيريدان الابن على خطى والده وتخرج في وست بوينت ـ بترتيب متأخر بين أقرانه ـ سنة 1902، وخدم في الجيش ضابطًا في سلاح الفرسان، ثم مساعدًا عسكريًا للرئيس ثيودور روزفلت، ثم عمل في قيادة الأركان العامة في واشنطن. وقد رقي فيليب شيريدان الابن إلى رتبة ميجور (رائد) سنة 1917، وتوفي ـ كأبيه ـ من جراء نوبة قلبية أصابته في فبراير 1918، وهو في السابعة والثلاثين من عمره.

## وصلات خارجية
- فيليب شيريدان على موقع الموسوعة البريطانية (الإنجليزية)
- فيليب شيريدان على موقع قاعدة بيانات برودواي على الإنترنت (الإنجليزية)
- فيليب شيريدان على موقع إن إن دي بي (الإنجليزية)

1. ↑  Charles Dudley Warner, ed. (1897), Library of the World's Best Literature (بالإنجليزية), QID:Q19098835
2. ↑  Morris, pp. 10–11, states "on or about March 6" and that Sheridan himself claimed various dates and birthplaces on different occasions in his life.
3. ↑  New York Times, August 6, 1888,
4. ↑  Morris, p. 392. Sheridan's gravesite is in Section 2, Lot 1, of Arlington National Cemetery (Bigler, p. 132). Coordinates of gravesite: 38°52′52″N 77°04′20″W / 38.881013°N 77.072300°W
5. ↑  Morris, pp. 388–93.
6. ↑  Morris, p. 393.